# Luce Klein
Luce Klein (née en 1933 à Sélestat) est une chanteuse française auteur-compositeur-interprète. Elle a aussi écrit des chansons pour Patachou, Brigitte Bardot et Isabelle Aubret,.

## Biographie
Elle est élève de l'École supérieure d'art dramatique de Strasbourg en 1953 et du Centre dramatique de l'Est de 1954 à 1957.
Après avoir réalisé quelques tournées théâtrales, elle se produit entre 1958 et 1965 dans les cabarets de la rive gauche : La Colombe, L'Écluse, Le Cheval d’or, L’Échelle de Jacob, Chez Moineau, le Port du Salut, La Rôtisserie de l’abbaye la Colombe, Le Collège Inn.
En 1961, elle compose deux chansons pour Patachou.
En 1962, elle participe à la Coupe d'Europe du tour de chant. Elle écrit aussi des chansons pour Jacques Boyer,
En 1964, elle effectue une tournée avec Barbara et Reggiani.
En 1965, elle a un rôle principal dans Yoyo, film réalisé par Pierre Étaix qui reçoit le Grand Prix de l’office catholique à Cannes et en 1966, elle fait la musique de Tant qu'on a la santé, autre film de Pierre Étaix.
En 1972, elle  est en première partie d’un récital de Georges Brassens à Bobino.
En 1980, avec Gilles Elbaz et Christian Dente, elle participe à la création de la première école française de la chanson à Nanterre.